# 韋爾 (亞利桑那州)
韋爾（英語：Vail）是位於美國亞利桑那州皮馬縣的一個人口普查指定地區。根據2010年美國人口普查，該地共人口10208人，而該地的面積約為58.72平方千米。

## 地理
韋爾的座標為32°00′07″N 110°42′01″W / 32.00194°N 110.70028°W，而該地最高點為海拔高度986米（即3235英尺）。